# Стергіс (Кентуккі)
Стергіс (англ. Sturgis) — місто (англ. city) в США, в окрузі Юніон штату Кентуккі. Населення — 1735 осіб (2020).

## Географія
Стергіс розташований за координатами 37°32′46″ пн. ш. 87°59′15″ зх. д. / 37.54611° пн. ш. 87.98750° зх. д. (37.546226, -87.987450).  За даними Бюро перепису населення США в 2010 році місто мало площу 4,07 км², з яких 4,06 км² — суходіл та 0,01 км² — водойми.

## Демографія
Згідно з переписом 2010 року, у місті мешкало 1898 осіб у 814 домогосподарствах у складі 515 родин. Густота населення становила 466 осіб/км².  Було 942 помешкання (231/км²).
Расовий склад населення:
| - 89,6 % — білих - 7,9 % — чорних або афроамериканців - 0,1 % — корінних американців - 0,1 % — азіатів |

До двох чи більше рас належало 2,1 %. Частка іспаномовних становила 1,7 % від усіх жителів.
За віковим діапазоном населення розподілялося таким чином: 23,1 % — особи молодші 18 років, 58,1 % — особи у віці 18—64 років, 18,8 % — особи у віці 65 років та старші. Медіана віку мешканця становила 41,1 року. На 100 осіб жіночої статі у місті припадало 82,5 чоловіків;  на 100 жінок у віці від 18 років та старших — 76,3 чоловіків також старших 18 років.
Середній дохід на одне домашнє господарство  становив 41 779 доларів США (медіана — 33 835), а середній дохід на одну сім'ю — 53 464 долари (медіана — 39 321). Медіана доходів становила 32 478 доларів для чоловіків та 24 531 долар для жінок. За межею бідності перебувало 25,1 % осіб, у тому числі 32,8 % дітей у віці до 18 років та 24,2 % осіб у віці 65 років та старших.
Цивільне працевлаштоване населення становило 935 осіб. Основні галузі зайнятості: освіта, охорона здоров'я та соціальна допомога — 20,1 %, роздрібна торгівля — 15,1 %, виробництво — 13,7 %, сільське господарство, лісництво, риболовля — 12,6 %.